# Luis Gamarra
Luis Gamarra Mayser (Santa Cruz de la Sierra, 15 de diciembre de 1992) es un cantante de música pop y activista por los derechos LGBT boliviano. Estudió negocios y gestión de la música en el Berklee College of Music.
A partir de 2023, adoptó el nombre artístico de Gamay para sus presentaciones, decisión que revirtió un año después al retomar su nombre original, Luis Gamarra.

## Carrera artística

### Infancia e inicios como cantante
Desde niño, Luis Gamarra mostró un talento innato para la música. A pesar del acoso escolar debido a su voz aguda y su amor por el canto y el baile, encontró en la música un medio para ser aceptado. Una modesta presentación escolar a la edad de 8 años marcó el inicio de la pasión de Luis Gamarra por la música Desde entonces, se convirtió en un participante habitual en todos los festivales escolares de su colegio, La Salle. A los 18 años, Luis Gamarra dejó su estudio en la UPSA y su ciudad natal, Santa Cruz, para perseguir sus sueños musicales en Estados Unidos.  

### 2013-2016: Reality musicales y formación en Berklee
A los 23 años, Gamarra saltó a la fama internacional en 2013 cuando compitió en “American Idol”, producido por la cadena de televisión FOX. Su audición frente a los famosos Mariah Carey, Randy Jackson, Nicki Minaj y Keith Urban fue inolvidable y quedó perpetuada en un video que se volvió viral. Gracias a estas experiencias, ingresó a Berklee en el 2014, ubicada en Massachusetts, de donde se graduó el año 2017
En agosto de 2014, Luis Gamarra lanzó su primer álbum titulado “Murallas”. La presentación oficial del disco tuvo lugar el 15 de agosto en el Big Apple del Centro Boliviano Americano. Posteriormente, en enero de 2015, Gamarra presentó el videoclip de “Murallas” filmado en Rhode Island.
En 2015, Luis Gamarra, al percatarse de que era el único boliviano en Berklee, decidió fundar ‘Sonidos Bolivianos’, una organización sin fines de lucro. Su objetivo era brindar a otros jóvenes bolivianos las mismas oportunidades que él tuvo, facilitándoles el acceso a las mejores instituciones artísticas del mundo Como resultado del trabajo de esta Fundación, la Universidad Berklee College of Music extendió su alcance a Bolivia para llevar a cabo audiciones, y ahora otros talentosos bolivianos está persiguiendo su carrera en dicha institución
En colaboración con su fundación, Luis Gamarra produjo una versión conmemorativa del Himno Nacional de Bolivia, justo antes del 6 de agosto, el día de la independencia de Bolivia. Esta producción contó con la participación del Berklee College of Music y varios músicos bolivianos. El video musical fue filmado en el impresionante escenario del Salar de Uyuni. Tal fue el impacto y la relevancia de esta producción que el video fue compartido por las redes oficiales del gobierno boliviano en conmemoración de los 191 años de independencia de Bolivia.
Continuando con su trayectoria, en septiembre de 2015, Gamarra volvió a la escena de los reality shows musicales al participar en “La Banda” de la cadena televisiva Univisión en Estados Unidos. Durante su participación en el programa, Gamarra impresionó a figuras musicales como Ricky Martin, Laura Pausini y Alejandro Sanz, reforzando su presencia en la música. Sin embargo, su paso por el programa tuvo un giro inesperado cuando Gamarra tuvo que abandonar la competencia debido a razones de salud. A pesar de su salida prematura, Gamarra se mantuvo resiliente y envió un emotivo mensaje a sus seguidores. Al concluir el año 2015, después de su participación en ‘La Banda’, Gamarra fue reconocido como uno de los Personajes del Año y recibió el Patujú de Bronce, el máximo galardón otorgado por El Deber. Este honor lo compartió con la presentadora de televisión Anabel Angus
Durante su tiempo en Berklee en el 2016, Gamarra trabajó en un proyecto notable titulado “Yo Soy Inmigrante”, una canción que rinde homenaje a la experiencia del inmigrante en América. La canción fue patrocinada por el Berklee Institute of Creative Entrepreneurship (BerkleeICE) y contó con la participación de 50 músicos y bailarines de Berklee y The Boston Conservatory.

### 2019-2022: Incursión en el cine y colaboración con la UNICEF
A mediados de 2019 Gamarra puso voz y letra a la canción oficial de ‘Tu me manques’, un filme del director boliviano Rodrigo Bellot, que se presentó en la premier internacional durante el Festival Outfest de Los Ángeles, uno de los más importantes del cine LGBTQ+ de Estados Unidos. La pieza musical titulada  ‘No cambio por ti’, refleja la experiencia de Gamarra creciendo como gay en Bolivia. De esta manera, tanto la canción de Gamarra como la película de Bellott se convierten en un reflejo de las vivencias de las personas homosexuales en sociedades que no las aceptan.
Durante la cuarentena del 2020, Luis Gamarra, junto a Edmar Colón, interpretó ‘La Paz’, una pieza musical de casi cinco minutos disponible en YouTube que hace un llamado a la armonía global. Esta canción es el resultado del proyecto “Songs for World Peace”, liderado por Utako Toyama, una exestudiante de Berklee College of Music. Ese mismo año, Gamarra lanzó ‘Entre tú y yo’, una canción que fusiona pop con folclore boliviano. La canción, que relata un encuentro prohibido entre dos personas, comienza con sonidos de pop con toques urbanos y luego introduce zampoñas y la cadencia de la saya, sonidos tradicionales de Bolivia
En marzo de 2022, Luis Gamarra lanzó “Libre”, su cuarto y más introspectivo álbum, que incluye seis canciones de su autoría en géneros como pop urbano, folk, rock y balada. Este álbum, grabado entre Los Ángeles y Ciudad de México con la colaboración de reconocidos escritores y productores, narra cronológicamente su historia personal, desde la vivencia de su primer amor, pasando por el valiente acto de revelar su orientación sexual, hasta llegar a un estado de paz interior y autoaceptación Además, fue distinguido como Álbum del Año en los Bolivia Music Awards.
En junio de 2022, Gamarra lanzó el sencillo “De Viaje” en colaboración con UNICEF y el programa Familia Segura. La canción, que Gamarra compuso durante un momento difícil de su vida, busca promover la importancia de la salud mental entre los jóvenes y adolescentes. La campaña “De Viaje” también incluyó el testimonio de Gamarra sobre sus propias luchas con la salud mental Hacia finales de 2022, Gamarra colaboró con Lu de la Tower para realizar un remix de “De Viaje”. Este esfuerzo conjunto buscaba amplificar aún más el impacto de la campaña original y reafirmar su compromiso con las causas humanitarias.

### 2023-2024: Retiro y Transición a Gamay
A mediados del 2023, anunció su retiro de la música. Sin embargo, a finales del mismo año, Gamarra regresó a la escena musical con un nuevo nombre artístico, Gamay. El nombre Gamay es una combinación de sus dos apellidos, Gamarra-Mayser, en homenaje a su familia. Con este cambio, lanzó su primer sencillo “Encontrándome”, una canción que combina ritmos pop alegres con una letra reflexiva y positiva. El sencillo fue acompañado por un video musical que contó la historia de cómo Luis Gamarra encontró su verdadera esencia siendo reconocido como Videoclip del Año en los Bolivia Music Awards 2023.
Durante el mes de mayo 2023, UNICEF Bolivia presentó la teletón “Tiempo de Actuar 2023”, que se llevó a cabo el 4 de junio y se transmitió a través de la Red Uno de Bolivia. Esta campaña buscaba convertir los obstáculos en oportunidades para las niñas y los niños del país. Como parte de esta iniciativa, Luis Gamarra, participó activamente en la promoción de la teletón
En julio de 2024 retomó su nombre artístico original, Luis Gamarra, tras un año de presentaciones bajo el seudónimo de Gamay. La decisión marcó el inicio de una nueva etapa en su carrera, acompañada por el relanzamiento del sencillo Encontrándome y la producción de su tercer álbum, De viaje, grabado en México junto al productor Daniel “Vago” Galindo.
El 9 de abril de 2025 se publicó el sencillo Hey! (¿Estás ahí?), una colaboración con Alwa, reconocida como la primera cholita rapera de Bolivia. La canción, compuesta en un contexto de crisis social y económica, aborda mensajes de empatía, resiliencia y unidad, y se inscribe dentro del enfoque temático centrado en salud mental y desarrollo personal que ha caracterizado su trayectoria.

## Vida personal

### Orientación sexual
En octubre de 2018, Gamarra hizo pública su orientación sexual a través de una carta abierta en su cuenta de Facebook titulada “Siempre fui yo”. En la carta, Gamarra presenta a su pareja, Brian, y habla abiertamente sobre la lucha que enfrentó debido a su orientación sexual.
Gamarra compartió públicamente su relación de cinco años y el proceso de revelarlo a su familia, un momento que, aunque doloroso, resultó en apoyo familiar. A pesar de las preocupaciones sobre posibles reacciones negativas, publicó una carta abierta que fue bien recibida, obteniendo muchos comentarios de apoyo Además, Gamarra alentó a otros en situaciones similares a vivir auténticamente y mantener la fe
Durante la época de pandemia en 2020, Luis Gamarra se unió a la Marcha del Orgullo LGBTIQ Bolivia, que se llevó a cabo de manera virtual. Gamarra inauguró la marcha con su canción ‘Libre’ y lideró una lista de músicos que participaron en el evento Este acto de participación en la marcha virtual es un reflejo de su compromiso con la igualdad de derechos y la visibilidad de la comunidad LGBTIQ.

### Activismo político
A la edad de 24 años, en 2017, Luis Gamarra tuvo la oportunidad de pronunciar un discurso en la Organización de los Estados Americanos. Durante su intervención, expresó su preocupación por la democracia en Sudamérica y se unió a las voces bolivianas que pedían apoyo para evitar que Bolivia siguiera el camino de Venezuela.
En 2019, Luis Gamarra protestó en las puertas de la OEA en Washington, Estados Unidos, en respuesta al presunto fraude en las elecciones bolivianas de ese año. Compartió un video de su protesta en las redes sociales, pidiendo respeto por el voto de los bolivianos.

## Programas de reality
- American Idol - Participante (2013)
- La Banda - Participante (2015)

## Discografía
- 2014: Murallas
- 2017: Sigue Pa' delante
- 2020: Libre

## Premios y nominaciones

### Bolivia Music Awards
| Año  | Categoría                            | Trabajo       | Resultado | Ref.   |
| ---- | ------------------------------------ | ------------- | --------- | ------ |
| 2021 | Mejor Videoclip con Mensaje Positivo | Libre         | Ganador   | [ 44 ] |
| 2021 | Mejor Artista en el Extranjero       | Él mismo      | Nominado  | [ 44 ] |
| 2021 | Artista Masculino del Año            | Él mismo      | Nominado  | [ 44 ] |
| 2022 | Álbum del Año                        | Libre         | Ganador   | [ 27 ] |
| 2022 | Canción del año                      | De Viaje      | Nominado  | [ 27 ] |
| 2022 | Mejor Artista Pop                    | Él mismo      | Nominada  | [ 27 ] |
| 2022 | Artista Masculino del Año            | Él mismo      | Nominada  | [ 27 ] |
| 2023 | Video del Año                        | Encontrándome | Ganador   | [ 34 ] |
| 2023 | Mejor Artista Pop                    | Él mismo      | Nominado  | [ 34 ] |
| 2023 | Artista revelación                   | Él mismo      | Nominado  | [ 34 ] |
| 2023 | Artista Masculino del Año            | Él mismo      | Nominado  | [ 34 ] |
| 2024 | Mejor Artista Pop                    | Él mismo      | Nominado  | [ 45 ] |
| 2024 | Mejor Artista En el extranjero       | Él mismo      | Ganador   | [ 45 ] |

### Otros reconocimientos
- Personaje del año - Patujú de bronce: Otorgado por el Periódico El Deber, el 11 de diciembre de 2015[19]
- Latino 30 under 30:  Reconocimiento otorgado por el diario El Mundo Boston por ser uno de los 30 Latinos menores de 30 años más influyentes en Boston en el año 2016.[46]